# E21 (trasa europejska)
E21 – trasa europejska pośrednia północ-południe, wiodąca z Metz we Francji do Genewy w Szwajcarii.

## Przebieg E21
- Francja: Metz – Nancy - Dijon
- Szwajcaria: Genewa

## Stary system numeracji
Do 1985 obowiązywał poprzedni system numeracji, według którego oznaczenie E21 dotyczyło trasy Aosta – Savona i Genua o następującym przebiegu: Aosta – Turyn – Savona i Genua. Arteria E21 była wtedy zaliczana do kategorii „A”, w której znajdowały się główne trasy europejskie. Istniały także dwa odgałęzienia – E21a oraz E21b – które łączyły Aostę z Martigny oraz Genewą. One również były zaliczane do kategorii „A”.

### Drogi w ciągu dawnej E21
Lista dróg opracowana na podstawie materiału źródłowego
| Włochy | - autostrada A5: Aosta – Torino - autostrada E21: obwodnica Turynu - autostrada A6: Torino – Fossano – Savona - autostrada A10: Savona – Genova |

### Drogi w ciągu dawnej E21a
Lista dróg opracowana na podstawie materiału źródłowego
| Szwajcaria                   | droga nr 21: Martigny – granica z Włochami |
| Tunel du Grand Saint Bernard |                                            |
| Włochy                       | droga nr 27: granica ze Szwajcarią – Aosta |

### Drogi w ciągu dawnej E21b
Lista dróg opracowana na podstawie materiału źródłowego
| Szwajcaria          | droga E21b: Geneve – granica z Francją |
| Francja             | - autostrada B41: granica ze Szwajcarią – Annemasse - droga nr 202: Annemasse – Bonneville – Cluses – Sallanches – Le Fayet - droga E21b: Le Fayet – Chamonix-Mont-Blanc – granica z Włochami |
| Tunel du Mont Blanc | |
| Włochy              | droga nr 26: granica z Francją – Aosta |